# Arcana Famiglia
Arcana Famiglia (яп. アルカナ・ファミリア Arukana Famiria) — визуальная новелла, выпущенная HuneX 27 октября 2011 года для PSP. Аниме-адаптацией занялась студия J.C.Staff.

## Сюжет
На острове Регало за порядком следит семья Аркана. Каждый из её членов заключил сделку с определённой картой Таро и получил различные силы. Глава семьи Аркана, Мондо, перед тем, как уйти на покой, решает устроить дуэль между всеми обладателями силы арканы, так и называемую — Дуэль Аркана. Победитель обязан стать следующим главой семьи. Также Мондо обещает выполнить любое желание победителя. Кроме этого, победитель женится на его дочери Феличите. Однако, сама она не согласна со своей судьбой и получает право так же участвовать в Дуэли Аркана, дабы отвоевать свою свободу. За Феличиту сражаются давний её друг Либерта и двоюродный брат Нова.

## Персонажи
- Феличита (яп. フェリチータ Фэрэтита)

Единственная дочь Мондо. Обладает силой арканы «Влюбленные», которая позволяет ей видеть, то, что происходит в сердцах людей. Также обладает картой «Колесо Фортуны», которая может изменять связь хозяина и карты. Является очень любопытной и хочет знать всё обо всех. Её выбрали предводителем отряда мечей. Большая часть семьи называет её госпожа. У Феличиты есть домашний любимец — сова Фукулотта.
Сэйю: Мамико Ното
- Либерта (яп. リベルタ Рибэрута)

Давний друг Феличиты. Импульсивный и любознательный. Обладает силой арканы «Шут», заключающей в себе магию слова. Раньше был сиротой в одном из приютов, где издевались над детьми. Его спас Дантэ, после чего стёр его память о том инциденте и забрал к себе в семью. Называет Феличиту «Принцесса».
Сэйю: Дзюн Фукуяма
- Нова (яп. ノヴァ Нова)

Двоюродный брат Феличиты, к которой всегда обращается по имени. В бою использует катану. Обладает силой арканы «Смерть», которая позволяет ему погружать людей в сон. Усыпил своих родителей, потому что те хотели, чтобы он захватил власть в семье[что?]. Также был обручён с Феличитой.
Сэйю: Цубаса Ёнага
- Дэбито (яп. デビト Дэбито)

Обладатель силы арканы «Отшельник», которая позволяет ему становиться невидимым. Носит повязку на правом глазу, в который был вживлен аметист, позволяющий контролировать его силу. Является сиротой и другом детства Паче и Луки. Называет Феличиту «Бамбина» (с итал. — «ребёнок»), часто с ней заигрывает. Не любит разочаровывать женщин.
Сэйю: Хироюки Ёсино
- Паче (яп. パーチェ Па:тэ)

Обладатель силы арканы «Сила», которая дает чудовищную мощь и непоколебимость. Обожает лазанью. Весьма дружелюбен со всеми членами семьи.
Сэйю: Томокадзу Сугита
- Лука (яп. ルカ Рука)

С детства сопровождает Феличиту в качестве личного слуги, фактически занимался воспитанием юной госпожи. Помогает ей в сложных ситуациях. Обладает силой арканы «Умеренность». Джолли обучил его алхимии, чем он в дальнейшем и занимался. Лука говорит, что уважает Джолли, как учителя, однако недолюбливает — как человека. Любит чистоту и порядок.
Сэйю: Юити Накамура
- Данте (яп. ダンテ Дантэ)

Крупный мужчина, стриженный налысо, о чём не упускает возможности пошутить. Правая рука Мондо. Обладатель силы арканы «Император», что дает власть над человеческой памятью. В сражениях пользуется огромной базукой. Спас Либерту из приюта.
Сэйю: Дзёрута Косуги
- Джолли (яп. ジョーリィ Дзё:ри)

Насмешливый обладатель арканы «Луна», которая позволяет возвращать воспоминания тех, кого использовала карта. Носит солнцезащитные очки. Чаще всего сидит в лаборатории, где проводит опыты. Именно он проводил эксперименты над Дэбитто, Паче и Лукой, в результате чего они получили свои силы Аркана. Сильный алхимик, Старший советник Мондо. Являлся учителем Луки.
Сэйю: Кодзи Юса
- Мондо (яп. モンド Мондо)

Глава семьи Аркана и обладатель силы арканы «Мир», позволяющей запечатывать магические силы Арканов. Все карты, которые не имеют хозяев, подпитываются от его силы, из-за чего он может впасть в кому, а затем умереть. Глава семьи, чьи решения не обсуждаются и выполняются беспрекословно.
Сэйю: Фумихико Татики
- Сумирэ (яп. スミレ Сумирэ)

Мать Феличиты, обладатель арканы «Суд». Милая и общительная женщина, одета в кимоно.
Сэйю: Кикуко Иноуэ
- Эльмо (яп. エルモ Эрумо)

Гомункул, которого создал Джолли, обладатель силы арканы «Башня». Мальчик с тёмными волосами, очень умный, послушный. Называет Феличиту сестрёнкой, а Либерту братишкой. Первый раз появляется на праздновании детского праздника «Малютки».